# Skødstrup Kirke
Skødstrup Kirke er en kirke i Skødstrup Sogn i Aarhus Kommune, beliggende ca. 16 kilometer nord for Aarhus C.

## Eksterne kilder og henvisninger
- Skødstrup Kirke hos KortTilKirken.dk

- Wikimedia Commons har flere filer relateret til Skødstrup Kirke